# Агатис
Агатис або Каурі (Agathis) — рід хвойних рослин родини араукарійових (Araucariaceae). Високі дерева з листоподібною глицею. Відомо бл. 20 видів, поширених у Північній Австралії, на Малаккському півострові, островах Малайського архіпелагу та Полінезії.
Деревина міцна, іде на виготовлення щогл, меблів та ін. Деякі види агатисів дають бурштиноподібну смолу — копал. В Україні в еоценових пісковиках знайдено викопний вид — Agathis armaschewskii.

## Етимологія
Agathis з грецької означає «клубок ниток», натяк на кулясті жіночі шишки. Каурі є слово на маорі, яке застосовується до виду Agathis australis і узагальнюється в сучасному використанні для всіх видів Agathis.

## Морфологія
Вічнозелені дерева, як правило, однодомні, дуже великі, з чіткими прямими стовбурами під кулястою кроною (молоді дерева конічні). Кора гладка, від світло-сірого до червонуватого кольору, відлущуючись великими тонкими нерегулярними пластинами, що ущільнюється на великих деревах, залишаючи дірявою дещо грубу червонувато-коричневу поверхню, яка виділяє молочний сік, коли проколюється. Гілки спрямовуються по горизонталі або (коли великі) повертаються нерівно вгору, падаючи, гілки залишають на стовбурі круглі шрами. Бруньки зазвичай кулясті, з невеликими лусками, що перекриваються та нагадують черепицю. Дорослі листки супротивні, від еліптичних до лінійних, шкірясті і досить товсті. Молоде листя часто мідно-червоне, помітно контрастне із зазвичай зеленим або сірувато-зеленим листям попереднього сезону. Чоловічі пилкові шишки з'являються зазвичай тільки на великих дерев після того, як з'явилися насіннєві шишки. Жіночі насіннєві шишки зазвичай розвиваються на коротких бічних гілочках два роки. Вони, як правило, овальної або кулеподібної форми. Насіння більш-менш пласке і яйцеподібне, по одному на лусці, з двома іноді нерівномірно розвиненими крильцями.